# Вара (Пейпсіяере)
Ва́ра (ест. Vara küla) — село в Естонії, у волості Пейпсіяере повіту Тартумаа.

## Населення
Чисельність населення на 31 грудня 2011 року становила 392 особи.

## Історія
До 23 жовтня 2017 року село входило до складу волості Вара й було її адміністративним центром.